# Caner Erkin
Caner Erkin (* 4. října 1988, Balıkesir) je turecký fotbalový obránce a reprezentant hrající v klubu Fenerbahçe SK.
Mimo Turecko působil na klubové úrovni v Rusku.

## Reprezentační kariéra
Caner Erkin nastupoval za turecké mládežnické výběry od kategorie do 17 let.
Zúčastnil se Mistrovství světa hráčů do 17 let 2005 v Peru, kde mladí Turci obsadili konečné 4. místo.
V A-mužstvu Turecka debutoval 26. 5. 2006 v německé Bochumi v přátelském utkání proti týmu Ghany (remíza 1:1).